# Martin Besenval de Brünstatt
Martin Besenval de Brunstatt, dit le chevalier de Brünstatt, est le fondateur de la lignée des Besenval de Soleure. Il fait fortune dans le commerce en s'alliant aux familles de Soleure et s'installe en Haute-Alsace. Il sera anobli par le roi de France en 1655 et fait chevalier en 1658.

## Biographie
Martin Besenval naît en 1600 dans un hameau de la commune de Torgnon, située dans le bas Valtournenche, en Vallée d'Aoste, qui dépend des États de Savoie. Son patronyme figure encore aujourd'hui parmi les plus répandus de la commune, également avec la graphie Bésenval. Ses parents, Jean-Pierre, orfèvre, et Catherine Pignet, sont tous deux également originaires de ce village. À vingt ans, il part du foyer pour s'installer à Augsbourg en Bavière et y travailler en tant qu'orfèvre dans un premier temps. Il deviendra ensuite représentant en argenterie, blé et vin, et dès 1632 se tourne vers le commerce de sel en gros.
Un document datant de 1627 atteste de l'émancipation de Martin Besenval,. La guerre de Trente Ans gêne les voyages et les échanges commerciaux du jeune homme qui décide de s'installer en 1628 dans la région catholique et neutre de Soleure en Suisse. L'ambassade de France pour la Confédération suisse qui est localisée dans cette région amène beaucoup de personnel diplomatique et fortuné, ce qui va lui permettre d'enrichir son commerce d'argenterie, de côtoyer la bourgeoisie et d'en faire partie ; son ascension sociale est spectaculaire.
Deux ans plus tard, il épouse Marie Catherine Schwaller, fille du conseiller d’État et avoyer de la république de Soleure, Jean Schwaller (1589-1652), et d'Elisabeth von Arx (1594-1636),. 
Au sein de sa nouvelle famille, il se lance avec l'aide de son beau-père, meunier, dans le commerce du blé à partir de 1630. Deux ans plus tard, il se lance dans un nouveau commerce lucratif : le sel qu'il fait importer depuis les mines de sel de Salins en Franche-Comté, de Schwäbish-Hall, de Reichenhall en Bavière, de Hall dans le Tyrol. Il est membre du Grand Conseil de Soleure en 1636 et commissaire des sels en 1640.
De son union avec Marie Catherine naissent dix enfants qui fonderont la lignée des Besenval :
- Jean Joseph François (1631-1659)
- Jean Martin (1634-1654)
- Anne Marguerite (1636-1702)
- Jean Victor Pierre Joseph (1638-1713)[9]
- Marie Catherine (1640-1678) qui entrera au couvent de Soleure sous le nom de sœur Jeanne Catherine.
- Jean Joseph (1642-1689) qui siégera au Petit Conseil de Soleure.
- Marie Élisabeth (1644-1706)
- Marie Véronique (1646-1661)
- Pierre Joseph (1648-1704)
- Charles Joseph Jacques (1649-1703), qui deviendra capitaine au régiment suisse de Salis et bailli de Berchburg (Oensingen).

La famille s'installe en 1648 à Lugano où Martin est nommé bailli ; ses deux derniers enfant vont y naître. Deux ans plus tard, sa femme meurt à l'âge de 36 ans. Martin Besenval se remarie le 16 janvier 1651 avec la fille d'un membre du conseil de la ville de Soleure, Marie Glutz ; le couple n'aura pas d'enfants. 
Dans le conflit entre la France et l'Espagne, qui se disputent l'aide des cantons suisses, fournisseurs de contingents militaires, Martin Besenval soutient la France ; en 1653, il reprend une demi-compagnie de son beau-frère, l’avoyer Johann Hans Schwaller, dans le régiment des gardes suisses au service de la France, ce qui lui permet de fournir à ses fils des postes d'officiers dignes de leur rang : elle est commandée par deux des fils de Martin, Jean Martin qui est tué à Arras en 1654, puis Jean Victor. En février 1655, Louis XIV anoblit Martin et ses descendants en raison de leurs services rendus à la couronne de France,.
La même année, Martin de Besenval achète à titre allodial le village de Didenheim, la seigneurie de Brunstatt et le village de Riedisheim, ainsi que le château Byss à Zillisheim, à proximité de la République de Mulhouse en Haute-Alsace, région limitrophe du canton de Soleure et alliée de la Confédération suisse ; il s'installe au château de Brunstatt avec sa deuxième épouse. 
En 1658, il reçoit définitivement ses lettres de noblesse, avec le titre de chevalier de Brunstatt ; la famille s'appelle désormais Besenval de Brunstatt et porte les armoiries suivantes : 
- au un : d'azur à une bande d'argent chargée d'un 4 cramponné, la hampe prolongée, et à 2 traverses de sables (armoiries de la famille Besenval)
- au deux : d'or à un fer à cheval de sable (armoiries de Brunstatt)
- au trois : d'or à une biche de gueules (armoiries de Riedisheim)
- au quatre : coupé d'azur sur laquelle nage une sirène d'agent (armoiries de Didenheim)[12].

Martin Besenval meurt le 2 février 1660 à Soleure. Le titre de baron (Freiherr) sera octroyé en 1695 à son fils Jean Victor par l'empereur Léopold Ier ; en 1726, Louis XV érige la seigneurie de Brunstatt au rang de baronnie et Jean Victor (1671-1736), petit-fils de Martin, porte le titre de baron également en France.